# 魯多湖
56°15′34″N 29°32′02″E / 56.2594°N 29.5339°E
魯多湖（俄语：Рудо），是俄羅斯的湖泊，位於該國西北部，由普斯科夫州負責管轄，處於普斯托什卡區，面積1.6平方公里，集水區面積12.9平方公里，平均水深2.6米，最大水深7米。